# 歌だ!飛び出せ2万キロ
『歌だ！飛び出せ2万キロ』（うただ とびだせにまんキロ）は、1975年4月4日から同年6月27日までフジテレビ系列で放送されていた、紀行番組を兼ねた歌謡番組である。全10回。放送時間は毎週金曜 20時00分 - 20時55分（日本標準時）。
「歌のふるさとに帰ろう」をテーマにした番組で、毎回日本の四季と日本各地に住む人々の生活を紹介。その中で歌がどのように関わっているのかを求めて当時の人気歌手たちが現地を探訪し、その土地の歌を歌唱した。1975年5月2日には、小川宏がフジテレビの全番組に出演する『5・2小川宏のテレビアタック24時間!!』の一環として本番組にも出演した。
1975年度前半の民放テレビは「ふるさと」をテーマとしたとしたバラエティ番組が多く制作された。同系列ではこの番組の他関西テレビの『おくにじまんスター自慢』が桂小金治の司会で始めたほか、他系列ではNETの『宮田輝の日本縦断 ふるさと』が宮田の司会で始め前年スタートし宮田が長く司会を務めた『ふるさとの歌まつり』（NHK総合）の後を継いだ『お国自慢にしひがし』（同）が当時NHKアナウンサーだった山川静夫の司会でこれらの番組が「ポストふるさとの歌まつり』の様相を呈していた。
当番組はこれらの番組とは異なり民謡や郷土芸能は取り上げていない。また『スター自慢』、『日本縦断』とは異なり一つの都道府県にスポットを当てるのではなく一つの地域にスポットを当てていた。
歌と笑いで構成された前番組『ゴールデン歌謡速報』に比べると内容があまりにも地味だったことや日本テレビの『太陽にほえろ!』、NETの『ワールドプロレスリング』に大きく水をあけられ、わずか3ヵ月（全10回）で終了した。訪れた場所も京都市、北海道以外は関東地方とその周辺にとどまった。
5月9日・5月23日・6月20日はそれぞれプロ野球中継のため休止した。ただし放送枠は当番組と同じ20:00 - 20:55だった。これは当時、同系のプロ野球中継が土曜が19:30スタートの他は20:00スタートだったことや19:30枠の『クイズグランプリ』が「チャンピオン大会」だったため（この時期の土曜は『欽ドン!』のため放送されず）だと推測される。
7月4日からは、再び歌と笑いで構成された『歌謡ヒットプラザ』がスタート。司会に土居まさるを続投させたほか桂三枝が加わった（その後、土居が降板し三枝がメイン司会となる）。
当番組以降同局の金曜20時台は、1981年、時代劇では初の2時間ドラマとして知られた『時代劇スペシャル』まで1年間続いた番組がなく試行錯誤が続いた。

## 出演者
- 司会：土居まさる、由紀さおり - 由紀は前番組『ゴールデン歌謡速報』から引き続き出演。
- リポーター：せんだみつお、岡まゆみ[5]、矢野勇生[5]

## スタッフ
- プロデューサー：熊谷雅弘
- 演出：熊谷雅弘、林良三、久保田逸博、王東順
- 構成：保富康午、下山啓、河村シゲル
- 制作協力：フジプロダクション（千秋与四夫）
- 制作著作：フジテレビ

## 訪れた場所
- 犬吠埼
- 横浜市
- 利根川
- 伊豆地方
- 赤城山
- 千曲川
- 高崎市
- 上高地
- 京都市
- 北海道